# 大橋誉志光
大橋 誉志光（おおはし よしみつ、1965年 - ）は、日本の男性アニメーター、アニメ演出家・監督。ツインエンジン所属。
代表作に『ギャラクシーエンジェル』シリーズや『ウィッチブレイド』などがある。

## 参加作品

### テレビアニメ
1990年
- ふしぎの海のナディア（1990年 - 1991年、原画）

1994年
- メタルファイター♥MIKU（ゲストキャラデザイン・作画監督）

1996年
- 赤ちゃんと僕（1996年 - 1997年、原画）
- セイバーマリオネットJ（1996年 - 1997年、タイトルアニメーション）

1998年
- TRIGUN（絵コンテ・演出・EDアニメーション）
- MASTERキートン（原画）

1999年
- 無限のリヴァイアス（絵コンテ・演出）
- 今、そこにいる僕（絵コンテ・演出）
- 十兵衛ちゃん -ラブリー眼帯の秘密-（絵コンテ・演出・作画監督）

2000年
- アルジェントソーマ（2000年 - 2001年、絵コンテ・演出）
- BRIGADOON まりんとメラン（絵コンテ）
- はじめの一歩（2000年 - 2001年、ED1絵コンテ）

2001年
- ギャラクシーエンジェル（監督）※浅香守生と連名

2002年
- アクエリアンエイジ Sign for Evolution（ストーリー原案・監督）
- ギャラクシーエンジェル（第2期、監督）※浅香守生と連名
- Witch Hunter ROBIN（絵コンテ、演出）

2003年
- ギャラクシーエンジェル（第3期、絵コンテ）
- 機動戦士ガンダムSEED（絵コンテ）
- LAST EXILE（絵コンテ）
- PEACE MAKER鐵（絵コンテ）
- プラネテス（2003年 - 2004年、絵コンテ・演出）

2004年
- サムライチャンプルー（絵コンテ）
- GANTZ（絵コンテ）
- 勇午 〜交渉人〜（絵コンテ）
- ローゼンメイデン（絵コンテ）

2006年
- ウィッチブレイド（監督・絵コンテ・演出・原画）

2007年
- アイドルマスター XENOGLOSSIA（絵コンテ）
- ぼくらの（絵コンテ・原画）
- 家庭教師ヒットマンREBORN!（OP3絵コンテ・演出）
- 逮捕しちゃうぞ フルスロットル（絵コンテ）
- ドラゴノーツ -ザ・レゾナンス-（2007年 - 2008年、絵コンテ・OP原画）

2008年
- コードギアス 反逆のルルーシュR2（原画・OP2演出）
- 鉄のラインバレル（原画）
- 機動戦士ガンダム00 セカンドシーズン（OP原画）
- 伯爵と妖精（OP絵コンテ）
- ミチコとハッチン（2008年 - 2009年、絵コンテ・演出・OP原画）

2009年
- バスカッシュ!（絵コンテ）
- 鋼の錬金術師 FULLMETAL ALCHEMIST（2009年 - 2010年、絵コンテ）

2010年
- MAJOR 6th season（絵コンテ）

2011年
- セイクリッドセブン（監督・絵コンテ・演出・原画・第二原画、全ED演出）

2012年
- LUPIN the Third -峰不二子という女-（絵コンテ）
- アクセル・ワールド（絵コンテ）
- 夏雪ランデブー（絵コンテ）
- 絶園のテンペスト（絵コンテ）

2013年
- AMNESIA（監督・絵コンテ、OP絵コンテ・演出・原画）
- 革命機ヴァルヴレイヴ（絵コンテ・原画、ED3絵コンテ・演出・原画）
- とある科学の超電磁砲S（絵コンテ）

2014年
- サムライフラメンコ（絵コンテ）
- バディ・コンプレックス（絵コンテ）
- 銀の匙 Silver Spoon（絵コンテ）
- ウィッチクラフトワークス（原画）
- ノラガミ（絵コンテ）
- 棺姫のチャイカ（絵コンテ）
- ハイキュー!!（絵コンテ）
- クロスアンジュ 天使と竜の輪舞（絵コンテ・演出・原画）

2015年
- GANGSTA.（絵コンテ）
- 機動戦士ガンダム 鉄血のオルフェンズ（絵コンテ・演出・原画、ED絵コンテ・演出・原画）
- ランス・アンド・マスクス（絵コンテ）

2016年
- ノルン+ノネット（絵コンテ）
- タブー・タトゥー（原画）

2017年
- クラシカロイド（絵コンテ）
- ID-0（絵コンテ）

2018年
- 刻刻（監督・絵コンテ・OP絵コンテ）
- RELEASE THE SPYCE（絵コンテ・原画）
- 逆転裁判 〜その「真実」、異議あり!〜（絵コンテ）

2019年
- ヴィンランド・サガ（絵コンテ）

2020年
- pet（絵コンテ・演出）
- 波よ聞いてくれ（絵コンテ）
- とある科学の超電磁砲T（絵コンテ）

2021年
- NOMAD メガロボクス2（絵コンテ）

### 劇場アニメ
1986年
- アリオン（作画監督補佐）
- 11人いる!（原画）

1989年
- ヴイナス戦記（原画）

1994年
- ダークサイド・ブルース（原画）

1996年
- ドラゴンクエスト列伝 ロトの紋章（アニメーションキャラクターデザイン原案）
- X -エックス-（原画）

1999年
- アキハバラ電脳組 2011年の夏休み（レイアウト）

2000年
- 劇場版カードキャプターさくら 封印されたカード（原画）

2002年
- 千年女優（原画）

2006年
- ブレイブ ストーリー（設定原案・絵コンテ）

2010年
- 映画ドラえもん のび太の人魚大海戦（原画）

2012年
- セイクリッドセブン 銀月の翼（監督・絵コンテ・原画）
- コードギアス 亡国のアキト（原画）

2015年
- ガールズ&パンツァー 劇場版（原画）

### OVA
1992年
- グリーンレジェンド乱（キャラクターデザイン・総作画監督）

1993年
- 今日から俺は!!（1993年 - 1997年、原画）

1994年
- 爆炎CAMPUSガードレス（原画）
- KIZUNA 2（原画）

1995年
- 超時空世紀オーガス02（原画）
- 魔物ハンター妖子2（キャラクターデザイン・作画監督・原画）
- 精霊使い（原画）

1996年
- 新・破裏拳ポリマー（原画）
- 卒業M E.M.U MUSIC VIDEO（キャラクターデザイン）
- それゆけ!宇宙戦艦ヤマモト・ヨーコ（絵コンテ・演出・原画）
- お嬢様捜査網（原画）

1997年
- 超人学園ゴウカイザー（原画）
- それゆけ!宇宙戦艦ヤマモト・ヨーコII（原画）
- でたとこプリンセス（原画）

1998年
- 支配者の黄昏 TWILIGHT OF THE DARK MASTER（絵コンテ・演出）

1999年
- 青の6号（原画）

2014年
- 崩壊学園2（OP絵コンテ）

2024年
- コードギアス 奪還のロゼ （監督）

### Webアニメ
2006年
- 幕末機関説 いろはにほへと（チーフディレクター）※原作・総監督：高橋良輔

2008年
- 亡念のザムド（絵コンテ）